# 有珠山
有珠山（日语：／ Usuzan */?）是一座位於日本北海道洞爺湖以南的一座標高733公尺的活火山。在過去的100年間，有珠山已經被觀測到四次噴發，是日本非常活躍的一座活火山。最近的一次噴發是在2000年。在2007年，有珠山被選為日本地質百選之一。名稱源自阿伊努語的「us」（海灣）或「us-or」（海灣內部）。

## 主要噴發記錄
- 1663年：大噴發。VEI5。造成5人死亡[2]。
- 1769年：大噴發。VEI4。
- 1822年：大噴發。VEI4。造成103人死亡[5]。
- 1853年：大噴發。VEI4。
- 1910年：噴發。VEI2。
- 1943年〜1945年：噴發。VEI1。噴發形成了昭和新山。
- 1977年〜1978年：噴發。VEI3。造成3人死亡或失蹤[6][7]。日本氣象廳將本噴發命名為「1977年有珠山噴發」[8]。
- 2000年：噴發[9]。VEI1。日本氣象廳將本噴發命名為「平成12年（2000年）有珠山噴發」[8]。

## 外部連結
- 有珠山 （页面存档备份，存于） - 気象庁（日語）